# Ramaria rielii
Clavaire déformée
Espèce
Ramaria rielii est une espèce de champignons de la famille des Gomphaceae. Elle a été décrite par Jean Louis Émile Boudier en 1897. Elle est dédiée au Docteur Riel, qui avait envoyé l'échantillon à son collègue pour détermination.